# Karl von Pflanzer-Baltin
Karl von Pflanzer-Baltin, avstrijski generalpolkovnik, * 1. junij 1855, † 8. april 1925.